# .38 rimfire
.38 rimfire набій є різновидом боєприпасу який був на озброєнні в США з середини дев'ятнадцятого століття. Набої випускали в короткому, довгому та екстра довгому варіантах.
Як і набій меншого калібру .32 rimfire, споряджався спочатку димним порохом. На початку 1900-х, виробники перейшли на "новий" бездимний порох.
Для полювання та самозахисту краще використовувати набій .38 rimfire, ніж .32 rimfire оскільки він більший за розміром і потужніший.

## Історія
Набій .38 rimfire використовували в багатьох антикварних револьверах та гвинтівках в період з 1870-х до початку 1900-х. Набій використовували набій в невеликих револьверах, які зазвичай носили в кишенях в 1890-х. Виробництво набоїв кільцевого запалення в США в калібрах понад .22 було припинено зі вступом країни в Другу світову війну і після цього жоден з основних виробників не відновив їх виробництво. Набої заводського виробництва більше не доступні, окрім колекційних.

## Використання та варіанти
Набої .38 rimfire випускали в короткому, довгому, екстра довгому варіантах, а також споряджені дробом. Більшість револьверів та гвинтівок випускали під гвинтівкові набої .38 short або .38 long. Хоча існували кілька гвинтівок під набій .38 extra long та кілька гвинтівок з хитними, клиновими та ковзними затворами мали гладкі стволи з невеликим звуження для стрільби дробовими набоями .38 RF, які добре підходили для полювання на невелику дичину на близькій відстані. Компанія Hopkins &amp; Allen випускала револьвери та гвинтівки під набій .38RF. Гвинтівки під цей калібр випускали компанії Remington (револьверна гвинтівка 1866), Ballard, Stevens та Frank Wesson, а також револьвери від компаній Enterprise, Favorite, Forehand & Wadsworth та  Colt.